# Nikolaj Velimirović
Svatý Nikolaj Ochridský (Nikolaj Velimirović, srbskou azbukou: Николај Велимировић; 4 January 1881) byl biskupem eparchií Ohrid a Žiča (1920–1956) v Srbské pravoslavné církvi. Vlivný teologický spisovatel a vysoce nadaný řečník je často označován jako nový svatý Jan Zlatoústý a historik Slobodan G. Markovich jej nazval „jedním z nejvlivnějších biskupů srbské pravoslavné církve ve dvacátém století“.

## Život

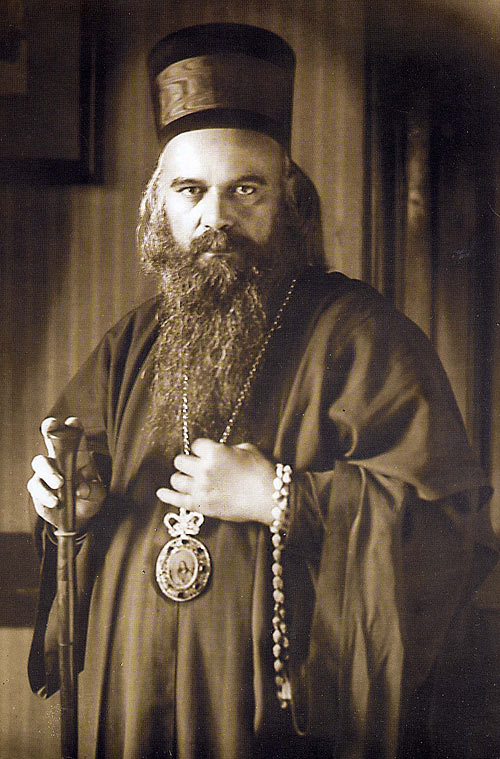
Biskup Nikolaj

Narodil se jako Nikola Velimirović v malé vesnici Lelić, u Valjeva v srbském knížectví v den svátku svatého Nauma z Ochridu, jehož klášter měl být později jeho biskupským působištěm. Byl prvním z devíti dětí narozených Dragomirovi a Katarině Velimirovićovi (rozené Filipovićovi), zbožným farmářům. Jelikož byl velmi slabý, byl velmi brzy po svém narození pokřtěn v klášteře Ćelije. Dostal jméno Nikola (Mikuláš), protože svatý Mikuláš byl patronem rodiny. První lekce o Bohu, Ježíši Kristu, životě svatých a svatých dnech církevního roku mu poskytla jeho matka, která ho také pravidelně brávala do kláštera Ćelije na modlitbu a svaté přijímání.
Doktorát z teologie získal v roce 1908 dizertací s názvem Víra ve vzkříšení Krista jako základ dogmat apoštolské církve. Toto původní dílo bylo napsáno německy a publikováno ve Švýcarsku v roce 1910 a později přeloženo do srbštiny. Disertační práce pro doktora filozofie byla připravena v Oxfordu a obhájena v Ženevě ve francouzštině. Název byl Berkeley's Philosophy.
Na podzim roku 1909 se Nikolaj vrátil domů a vážně onemocněl úplavicí. Rozhodl se, že pokud se uzdraví, stane se mnichem a zasvětí svůj život Bohu. Koncem roku 1909 se jeho zdravotní stav zlepšil. Byl postřižen jako mnich pod mnišským jménem Nikolaj v roce 1909. Brzy byl vysvěcen na hieromonacha a poté povýšen do hodnosti archimandrity. V roce 1910 byl pověřen misí do Velké Británie, aby získal spolupráci s anglikánskou církví při výchově mladých studentů, kteří byli evakuováni, když rakouské, německé a bulharské síly hrozily zabráním země.
V roce 1919 byl archimandrita Nikolaj vysvěcen na biskupa žičského, ale dlouho v této eparchii (diecézi) nezůstal, když byl požádán, aby převzal úřad biskupa v ochridské eparchii (1920-1931) a ochridské a bitolské eparchii (1931- 1936) v jižních částech království Jugoslávie. V roce 1920 potřetí cestoval znovu do Spojených států, tentokrát na misi organizovat srbskou pravoslavnou diecézi Severní Ameriky.  Další cestu do Spojených států podnikl v roce 1927.
Během druhé světové války, v roce 1941, jakmile německé síly obsadily Jugoslávii, byl biskup Nikolaj zatčen nacisty v klášteře Žiča a poté byl uvězněn v klášteře Ljubostinja . Později byl převezen do kláštera Vojlovica (nedaleko Pančeva), ve kterém byl spolu se srbským patriarchou Gavrilem V. vězněn až do konce roku 1944. Dne 15. září 1944 byli patriarcha Gavrilo V. (Dožić) i biskup Nikolaj posláni do koncentračního tábora Dachau, který byl v té době hlavním koncentračním táborem pro duchovní zatčené nacisty. Velimirović i Dožić byli drženi jako zvláštní vězni (Ehrenhäftlinge), a byli vězněni v takzvaném Ehrenbunker (nebo Prominentenbunker), odděleném od oblasti pracovního tábora, spolu s vysokými nacistickými nepřátelskými důstojníky a dalšími prominentními vězni, jejichž zatčení nařídil přímo Hitler. Přesto otec Nikolaj i v koncentračním táboře vše obnovoval v Kristu a o něm také učil své spoluvězně, kteří jej neznali.
V srpnu 1943 se německý generál Hermann Neubacher stal zvláštním emisarem německého ministerstva zahraničí pro jihovýchodní Evropu. Od 11. září 1943 byl odpovědný i za Albánii. V prosinci 1944 v rámci vyrovnání Neubacheru s Milanem Nedićem a Dimitrijem Ljotićem byli Němci propuštěni Velimirović a Dožić, kteří byli převezeni z Dachau do Slovinska, protože se nacisté pokoušeli využít autoritu patriarchy Gavrila a Nikolaje mezi Srby, aby získali spojence v antikomunistických hnutích.  Na rozdíl od tvrzení o mučení a zneužívání v táboře patriarcha Dožić sám svědčil, že s ním i Velimirovićem bylo zacházeno normálně.  Během svého pobytu ve Slovinsku Velimirović požehnal dobrovolníkům Dimitrije Ljotiće a dalším kolaborantům a válečným zločincům, jako byli Dobroslav Jevđević a Momčilo Đujić .  V posledních letech 2. světové války v knize „Reči srpskom narodu kroz tamnički prozor“ říká, že Židé odsoudili a zabili Krista „udušeného páchnoucím duchem Satana“ a dále píše, že „Židé se ukázali být horšími protivníky. Boha než pohanský Pilát“, „Dábel je tak učí, jejich otec“, „Ďábel je naučil, jak se bouřit proti Synu Božímu, Ježíši Kristu“.  Později byli Velimirović a patriarcha Gavrilo (Dožić) přesunuti do Rakouska a nakonec byli osvobozeni americkou 36. pěší divizí v Tyrolsku v roce 1945. Modlil se za obrácení Židů i všech ostatních a zejména svých nepřátel na pravoslavnou víru.
| „                         | Požehnej mým nepřátelům, ó Pane. I já jim žehnám a neproklínám je. Požehnej jim a rozmnož je, znásob je a učiň je ještě více hořkými vůči mně – aby můj útěk k Tobě byl nezvratný; | “ |
| — svatý Nikolaj Ochridský | |   |

Po válce se již nikdy nevrátil do Socialistické federativní republiky Jugoslávie, ale poté, co strávil nějaký čas v Evropě, nakonec emigroval jako uprchlík do Spojených států v roce 1946. Tam i přes své zdravotní problémy pokračoval ve své misijní práci, za kterou je považován za apoštola a misionáře nového kontinentu (citát P. Alexandera Schmemanna) a byl také zapsán jako americký svatý a zahrnut na ikonách a freskách Všichni američtí svatí.